# Zankyo Reference
Zankyo Reference (残響リファレンス, Zankyō Rifarensu) é o quinto álbum de estúdio da banda japonesa One Ok Rock. Foi lançado em 5 de outubro de 2011 através da A-Sketch. O álbum produziu os singles "Answer is Near" e o lado A duplo "Re:make/No Scared", ambos lançados previamente a Zankyo Reference. Adicionalmente, a canção "Lost and Found" tornou-se tema do filme Mirokuroze (2011)
Após o lançamento de Zankyo Reference, o álbum atingiu a posição de número dois pelas tabelas musicais japonesas Oricon Albums Chart e Billboard Japan Top Albums Sales. Para a sua divulgação, a banda realizou a turnê One Ok Rock 2011-2012 "Zankyo Reference" Tour.

## Antecedentes e lançamento
Com o lançamento de seu quinto álbum de estúdio Niche Syndrome, em junho de 2010, o One Ok Rock embarcou em uma turnê e realizou diversos concertos em festivais japoneses ao longo do ano. Para preceder o lançamento de seu próximo álbum de estúdio, a banda lançou o single "Answer is Near" em fevereiro de 2011. Posteriormente, em julho, a banda lançou o single "Re:make/No Scared", o que foi seguido pelo início de uma contagem regressiva no website oficial do One Ok Rock, a fim de divulgar o anúncio de lançamento de Zankyo Reference, como o seu quinto álbum de estúdio.
Em 15 de agosto de 2011, detalhes do álbum foram revelados, que incluíram Zankyo Referenceser composto por onze faixas. Além disso, a sua masterização foi realizada pelos membros no Sterling Sound Studio em Nova Iorque, Estados Unidos, com Ted Jensen. Zankyo Reference foi lançado em edição padrão e em uma edição limitada de primeira impressão, esta última, sendo composta por um pacote especial, contendo uma faixa secreta adicional e um livro com fotos, realizadas durante o período de masterização em Nova Iorque, de autoria de Rui Hashimoto.

## Composição
Zankyo Reference possui todas as suas faixas escritas por Takahiro Moriuchi, com exceção da canção "Seken Shirazu no Uchū Hikōshi", que possui letras de Tomoya Kanki e Ryota Kohama. A composição das canções e os arranjos do álbum, são de autoria dos membros do One Ok Rock com os músicos Akkin, Koichi Korenaga e Daisuke Fujimoto. A canção "Answer is Near", possui letras sobre viver sem pensar demais e não ter arrependimentos. O título de "C.h.a.o.s.m.y.t.h.", é composto pelas iniciais dos amigos de Moriuchi e liricamente, relembra a juventude passada com importantes amigos. "Pierce" retrata um amor mal sucedido, enquanto a última faixa "Kimishidai Ressha", encoraja-se a viver o presente sem fugir.

## Promoção
A fim de promover Zankyo Reference, a A-Sketch lançou em 20 de setembro de 2011, em seu canal da plataforma de vídeos Youtube, uma versão curta de trinta segundos do vídeo musical da faixa "C.h.a.o.s.m.y.t.h.", além de divulgar o início de uma distribuição digital pelo serviço Recochoku, a ser realizada em 23 de setembro. Comercialmente, "C.h.a.o.s.m.y.t.h." se estabeleceu na posição de número 88 pela tabela da Billboard Japan Hot 100, referente a semana de 12 de outubro de 2011.
Em 4 de novembro de 2011, o One Ok Rock embarcou na One Ok Rock 2011-2012 "Zankyo Reference" Tour, que totalizou dezesseis concertos em doze locais japoneses. Seus concertos de encerramento realizados em 21 e 22 de janeiro de 2012 na Yokohama Arena, foram compilados em uma única apresentação, para ser exibido pelo canal Wowwow em 11 de março de 2012.

## Singles
O One Ok Rock lançou "Answer is Near", como o primeiro single de Zankyo Reference, em 16 de fevereiro de 2011. A canção estreou em seu pico de número seis pela Oricon Singles Chart, durante a semana referente a 14 a 20 de fevereiro de 2011, permanecendo na tabela por treze semanas. Pela Billboard Japan Hot 100, "Answer is Near" posicionou-se em seu pico de número treze na semana correspondente a 23 de fevereiro de 2011. Seu vídeo musical correspondente, dirigido por Masakazu Fukatsu, venceu a categoria de Melhor Vídeo de Rock pela MTV Video Music Awards Japan de 2012.
A seguir, a banda lançou o seu primeiro single duplo "Re:make/No Scared", em 20 de julho de 2011, com "Re:make" sendo  utilizada em publicidade pela Recochoku Co, Ltd. enquanto "No Scared", tornou-se a canção tema do jogo para PSP, Black Rock Shooter: The Game (2011). Comercialmente, o single duplo estreou em seu pico de número seis pela Oricon Singles Chart, na semana referente a 18 a 24 de julho de 2011. Pela Billboard Japan Hot 100, apenas "Re:make" entrou na tabela, estreando na posição de número 94, na semana referente a 20 de julho de 2011 e ascendendo a seu pico de número dez na semana seguinte.

## Lista de faixas
| Zankyo Reference – Edição padrão |                                                          |                   |                                 |                                                        |         |  |
| N.º                              | Título                                                   | Letras            | Música                          | Arranjo                                                | Duração |  |
| 1.                               | "Coda"                                                   | -                 | Toru Yamashita                  | Yamashita Akkin                                        | 0:50    |  |
| 2.                               | "Lost and Found"                                         | Takahiro Moriuchi | Yamashita Moriuchi              | Moriuchi Yamashita Ryota Kohama Tomoya Kanki Akkin     | 3:03    |  |
| 3.                               | "Answer is Near" (アンサイズニア)                        | Moriuchi          | Yamashita Moriuchi              | Moriuchi Yamashita Kohama Kanki Akkin                  | 3:40    |  |
| 4.                               | "No Scared"                                              | Moriuchi          | Yamashita Moriuchi              | Moriuchi Yamashita Kohama Kanki Akkin                  | 3:39    |  |
| 5.                               | "C.h.a.o.s.m.y.t.h."                                     | Moriuchi          | Moriuchi Yamashita Kohama Kanki | Moriuchi Yamashita Kohama Kanki Akkin                  | 5:18    |  |
| 6.                               | "Mr. Gendai Speaker" (Mr.現代Speaker)                    | Moriuchi          | Yamashita Moriuchi              | Moriuchi Yamashita Kohama Kanki Akkin                  | 3:54    |  |
| 7.                               | "Seken Shirazu no Uchū Hikōshi" (世間知らずの宇宙飛行士) | Kanki Kohama      | Kanki Kohama                    | Moriuchi Yamashita Kohama Kanki Akkin                  | 3:32    |  |
| 8.                               | "Re:make"                                                | Moriuchi          | Moriuchi                        | Moriuchi Yamashita Kohama Kanki Koichi Korenaga        | 3:25    |  |
| 9.                               | "Pierce"                                                 | Moriuchi          | Moriuchi                        | Moriuchi Yamashita Kohama Kanki Akkin                  | 4:25    |  |
| 10.                              | "Let's Take It Someday"                                  | Moriuchi          | Moriuchi                        | Moriuchi Yamashita Kohama Kanki Akkin                  | 3:41    |  |
| 11.                              | "Kimishidai Ressha" (キミシダイ列車)                     | Moriuchi          | Moriuchi Yamashita Kohama Kanki | Moriuchi Yamashita Kohama Kanki Daisuke Fujimoto Akkin | 4:14    |  |
| Duração total:                   | Duração total:                                           | Duração total:    | Duração total:                  | Duração total:                                         | 39:41   |  |

| Zankyo Reference – Edição limitada de primeira impressão (faixa bônus) |                                                       |         |  |
| N.º                                                                    | Título                                                | Duração |  |
| 11.                                                                    | "Kimishidai Ressha" (キミシダイ列車) (com "Tateyama") | 8:13    |  |
| Duração total:                                                         | Duração total:                                        | 43:41   |  |

 Notas
- "Coda" é uma canção instrumental.
- "Kimishidai Ressha" possui uma faixa oculta na edição limitada de primeira impressão do álbum, intitulada "Tateyama", é executada logo após a mesma.

## Desempenho nas tabelas musicais
Após o seu lançamento, Zankyo Reference estreou diretamente em número dois pela tabela semanal da Oricon Albums Chart, com vendas de 66.011 cópias, na semana correspondente a 3 a 9 de outubro de 2011, tornando-se o primeiro lançamento do One Ok Rock a figurar no top três da tabela. Mais tarde, o álbum posicionou-se em número 62 em sua respectiva tabela anual de 2011. Pela Billboard Japan, Zankyo Reference atingiu pico de número dois pela Top Albums Sales na semana correspondente a 12 de outubro de 2011 e mais tarde, posicionou-se em 48 em sua respectiva tabela anual.
| País – Tabela musical (2011)             | Melhor posição |
| ---------------------------------------- | -------------- |
| Japão (Oricon Albums Chart)              | 2              |
| Japão (Billboard Japan Top Albums Sales) | 2              |

| País – Tabela musical (2011)             | Posição |
| ---------------------------------------- | ------- |
| Japão (Oricon Albums Chart)              | 62      |
| Japão (Billboard Japan Top Albums Sales) | 48      |

### Certificações
| Região                                                                                             | Certificação | Vendas   |
| -------------------------------------------------------------------------------------------------- | ------------ | -------- |
| Japão (RIAJ)                                                                                       | Ouro         | 100,000^ |
| *números de vendas baseados somente na certificação ^distribuições baseadas apenas na certificação |              |          |

## Créditos e pessoal
A seguir estão listados os profissionais envolvidos na elaboração de Zankyo Reference de acordo com o encarte do álbum.
One Ok Rock
- Takahiro "Taka" Moriuchi — vocal principal
- Toru Yamashita — guitarra
- Ryota Kohama — baixo
- Tomoya Kanki — bateria

Músicos adicionais
- Yasuko Murata — viola (9)
- Yoshie Furukawa —  violoncelo (9)
- Kazoo — piano (9)

Produção
| - Kenichi Arai — gravação - Hideki Kodera — gravação - Mitsuru Fukuhara — gravação - Ted Jensen — masterização - Satoru Hiraide — mixagem - Kazutaka Minemori — instrumentação técnica - Yoshiro "Masuo" Arimatsu — instrumentação técnica - Masato — instrumentação técnica | - Naoki Iwata — assistência em engenharia - Yuji Tanaka — assistência em engenharia - Shinya Kondo — assistência em engenharia - Yusuke Watanabe — assistência em engenharia - Ryota Hattanda — assistência em engenharia - Ryosuke Asakawa — assistência em engenharia - Akkin — arranjo de cordas (9) |

Visuais e imagem
- Kazuaki Seki — direção de arte
- Daichi Shiono —  design
- Rui Hashimoto —  fotografia